# Miguel Martello
Fausto Miguel Martello (Guarulhos, 29 de setembro de 1952) é um advogado, empresário e político brasileiro. Filiado ao Republicanos, atualmente exerce o cargo de Vereador de Guarulhos, em conjunto com o cargo de Presidente da Câmara dos Vereadores de Guarulhos, cargo que exerceu anteriormente no biênio 2021-2022. Anteriormente, foi Deputado Federal, pelo Partido Progressista Reformador (hoje, esse partido após inúmeras fusões se tornou o Progressistas), entre 1995 a 1999.

## Biografia
Fausto Miguel Martello, filho de Fausto Martello e Wilma Neves Martello, nasceu em 29 de setembro de 1952 no município de Guarulhos. Em 1976, obteve o diploma de bacharel em direito pela Faculdades Integradas de Guarulhos - Centro Universitário Metropolitano de São Paulo (FIG-Unimesp). Martello foi diretor financeiro da pedreira Paupedra Ltda., permanecendo no cargo de 1982 a 1983. Posteriormente, tornou-se sócio da empresa, permanecendo até os dias atuais.
Em 1982, filiou-se ao Partido Democrático Brasileiro (PMDB). Em 1988, elegeu-se vereador do município de Guarulhos e empossou fevereiro do ano seguinte. Durante o período, exerceu diversas atividades, entre elas: a  presidência da Assembléia e da Comissão de Obras e Serviços Público. Martello foi reeleito nas eleições de 1992, Em 1993, iniciou-se o mandato, neste ano ele deixou o PMDB e se filiou ao extinto Partido Progressista Reformador (PPR).
Em 1994, elegeu-se deputado federal com 91.630 votos. Participou como titular da Comissão das Minas e Energia a partir de fevereiro do ano seguinte. Durante o período, pronunciou-se a favor da distribuição de gás canalizado, na prospecção e exploração do petróleo e na quebra do monopólio estatal nas telecomunicações. Além da cabotagem à concorrência internacional e o fim das diferenciações legais entre empresas brasileiras e estrangeiras.
Em agosto de 1995, o partido em que era filiado se fundiu com o Partido Progressista (PP) formando o Partido Progressista Brasileiro (PPB). Em junho de 1996 votou contra a criação da CPMF (Contribuição Provisória sobre Movimentação Financeira). No início de 1997 faltou à votação da emenda da reeleição para presidente da República, governadores e prefeitos e em novembro pronunciou-se a favor da quebra da estabilidade do servidor público, item da reforma administrativa. Faltou, ainda, na votação da emenda da reeleição para cargos executivos. Foi a favor da quebra da estabilidade do servidor público em novembro de 1997 e comprou uma briga com o funcionalismo.
Em novembro de 1998, faltou às votações do teto para aposentadorias do setor público e da idade mínima, além do tempo de contribuição para o setor privado.
Nas eleições de 1998, candidatou-se à reeleição na legenda do PPB, mas com 79.058 votos não conseguiu se reeleger deixando, portanto, a Câmara dos Deputados.
Nas eleições de 2004 disputou as eleições municipais como vice-prefeito na chapa encabeçada por Paschoal Thomeu, então candidato do PTB, mas com 32.635 votos a chapa não obteve êxito ficando em 3º lugar na disputa. Dois anos depois, em 2006, filiado a outro partido, o Partido Democrático Trabalhista (PDT), foi candidato a uma cadeira de deputado estadual na Assembleia Legislativa, mas com 27.468 votos obteve somente uma suplência.
Em 2015, Martello assumiu a presidência do Partido Social Democrático (PSD) de Guarulhos e foi lançado como pré-candidato a prefeito do município. Conseguiu montar uma chapa composta de seis outros partidos. Além disso, recebeu o apoio de Jovino Cândido, um ex-prefeito de Guarulhos que se tornou o seu candidato a vice-prefeito, porém toda essa movimentação levou o candidato nas eleições municipais de 2016 a obter somente a quinta posição com 33.045 votos, aproximadamente 5,47% dos votos válidos.
Em 2020, Martello deixa o PSD e retorna ao PDT. No mesmo ano, sai candidato a vereador de Guarulhos, sendo eleito. Em 2021, assume a cadeira de presidente da câmara dos vereadores de Guarulhos, permanecendo no posto até o primeiro dia de 2023, sendo sucedido por Ticiano Americano (Então filiado ao Cidadania).
Em 2024, Deixa o PDT e se filia ao Republicanos. Novamente sai candidato a vereador de Guarulhos, sendo reeleito para o cargo. novamente tomando posse em 1º de Janeiro de 2025. Com a optação do presidente da Câmara não concorrer a reeleição, é novamente eleito para um terceiro mandato, como presidente da câmara dos vereadores de Guarulhos, pela chapa "Guarulhos Forte", com membros do (Republicanos, PCdoB, PT, PL e Mobiliza), sendo eleito por Unanimidade.

## Desempenho Eleitoral
| Ano  | Eleição                | Cargo             | Partido        | Partido                                               | Coligação                                                              | Vice/Titular              | Votos | Votos  | Votos | Votos      | Resultado  |
| Ano  | Eleição                | Cargo             | Partido        | Partido                                               | Coligação                                                              | Vice/Titular              | T.    | Total  | %     | P.         | Resultado  |
| ---- | ---------------------- | ----------------- | -------------- | ----------------------------------------------------- | ---------------------------------------------------------------------- | ------------------------- | ----- | ------ | ----- | ---------- | ---------- |
| 1988 | Municipal de Guarulhos | Vereador          |                | PMDB                                                  | Isolado (PMDB)                                                         | -                         | 1°    | 7.411  | 2,26  | 1°         | Eleito     |
| 1992 | Municipal de Guarulhos | Vereador          | Isolado (PMDB) | PMDB                                                  | -                                                                      | 12.047                    | 1°    | 3,16   | 1°    | Eleito     |            |
| 1994 | Estadual de São Paulo  | Deputado Federal  |                | PPR                                                   | Força São Paulo (PPR, PP)                                              | -                         | 1°    | 91.630 | 0,50  | 16°        | Eleito     |
| 1998 | Estadual de São Paulo  | Deputado Federal  | PPB            | Viva São Paulo (PPB, PFL, PL, PSL, PST, PRN)          | -                                                                      | 79.058                    | 1°    | 0,51   | 48°   | Suplente   |            |
| 2004 | Municipal de Guarulhos | Vice-Prefeito     | PP             | Pra Guarulhos voltar a crescer (PTB, PP, PRTB, PRONA) | Titular: Pascoal Thomeu (PTB)                                          | 32.635                    | 1°    | 6,28   | 3°    | Não Eleito |            |
| 2006 | Estadual de São Paulo  | Deputado Estadual |                | PDT                                                   | Isolado (PDT)                                                          | -                         | 1°    | 27.468 | 0,13  | 173°       | Suplente   |
| 2016 | Municipal de Guarulhos | Prefeito          |                | PSD                                                   | Juntos por Guarulhos (PSD, PV, Solidariedade, Progressistas, PMB, PHS) | Vice: Jovino Cândido (PV) | 1°    | 33.045 | 5,47  | 5°         | Não Eleito |
| 2020 | Municipal de Guarulhos | Vereador          |                | PDT                                                   | Isolado (PDT)                                                          | -                         | 1°    | 3.878  | 0,66  | 32°        | Eleito     |
| 2024 | Municipal de Guarulhos | Vereador          |                | Republicanos                                          | Isolado (Republicanos)                                                 | -                         | 1°    | 7.010  | 1,07  | 18°        | Eleito     |